# Al-Hamma (Kabis)
Al-Hamma (arab. ‏الحامة‎ Al-Ḩāmmah, fr. El Hamma) – miasto we wschodniej Tunezji, w wilajecie Kabis. W 2014 roku liczyło około 42 tysięcy mieszkańców.